# Adam Worth

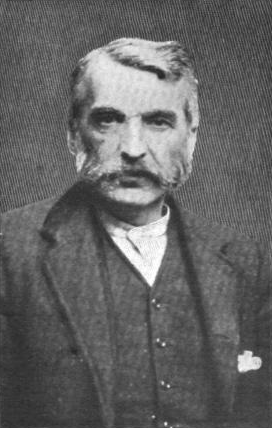
Adam Worth

Adam Worth (* 1844 im Königreich Preußen; † 8. Januar 1902 in London) war ein deutschamerikanischer Krimineller. Der Scotland-Yard-Polizist Robert Anderson bezeichnete ihn als „Napoleon der kriminellen Welt“.
Es wird vermutet, dass Arthur Conan Doyle Worth als Vorbild für Sherlock Holmes’ Gegenspieler Professor Moriarty nahm, den Conan Doyle als den „Napoleon des Verbrechens“ bezeichnet.

## Leben

### Kindheit und Jugend
Worth wurde in einer armen jüdischen Familie im Königreich Preußen geboren. Ein ursprünglicher Familienname könnte „Werth“ gewesen sein. Als er fünf Jahre alt war, emigrierte seine Familie nach Cambridge, Massachusetts in den USA, wo sein Vater als Schneider arbeitete. 1854 verließ er das Elternhaus und zog zunächst nach Boston und 1860 nach New York; dort arbeitete er für einen Monat als Angestellter in einem Kaufhaus.
Als der Sezessionskrieg ausbrach, war Worth 17, schrieb sich aber unter falscher Altersangabe in die Armee der Nordstaaten ein. Worth diente in der 2nd New York Heavy Artillery, Battery L (später unter 34th New York Battery geführt) und wurde zum Sergeant befördert. In der Zweiten Schlacht am Bull Run am 30. August 1862 wurde er verwundet und kam ins Georgetown Hospital in Washington, D.C. Als er im Krankenhaus erfuhr, dass er als gefallen gemeldet war, verließ er das Krankenhaus.

### Kriminelle Karriere
Worth wurde ein „Handgeldjäger“, er schrieb sich unter falschen Namen in diversen Regimentern ein und desertierte sofort nach Erhalt des ersten Handgelds. Als die Pinkerton-Agentur ihm, wie vielen anderen Handgeldjägern, auf die Spur kam, verließ er New York und ging nach Portsmouth.
Nach dem Krieg betätigte er sich in New York als Taschendieb. Nach und nach baute er eine Bande von Taschendieben auf, mit denen er dann auch größere Raubüberfälle durchführte. Beim Diebstahl einer Geldkassette aus einem Adams-Express-Company-Zug wurde er erwischt und zu drei Jahren Haft verurteilt. Er konnte jedoch schon nach wenigen Wochen aus der Sing-Sing-Strafvollzugsanstalt fliehen und nahm seine kriminellen Aktivitäten wieder auf.
Worth begann für die bekannte Hehlerin Fredericka „Marm“ Mandelbaum zu arbeiten. Mit ihrer Hilfe erweiterte er seine Aktivitäten auf Bank- und Geschäftsüberfälle und plante seine eigenen Raubzüge. 1869 half er Mandelbaum, den Safeknacker Charley Bullard durch einen Tunnel aus dem White Plains Jail zu befreien.
Mit Bullard raubte Worth dann am 20. November 1869 den Safe der Boylston National Bank in Boston aus. Dazu gruben sie von einem Nachbargeschäft der Bank einen Tunnel. Die Bank beauftragte die Pinkerton-Agentur, welche die Lieferung der Koffer mit der Beute von Boston nach New York verfolgen konnte. Worth und Bullard flohen daraufhin nach Europa.

### Aktivitäten in Europa
Bullard und Worth gingen zunächst nach Liverpool. Bullard gab sich als texanischer Ölmagnat „Charles H. Wells“ aus, Worth als Financier „Henry Judson Raymond“. Diese Namen verwendeten beide für einige Jahre. Die beiden bandelten mit der Bardame Kitty Flynn an, die später auch ihre wahren Identitäten erfuhr. Sie wurde Bullards Frau, war aber auch Worth nicht abgeneigt. Im Oktober 1870 gebar Flynn eine Tochter, Lucy Adeleine, und sieben Jahre später eine weitere Tochter, Katherine Louise. Die Vaterschaft der beiden Kinder ist umstritten; denkbar ist, dass Flynn dies selber nicht genau sagen konnte. Bullard und Worth beanspruchten jedenfalls beide die Vaterschaft für sich.
Während die Bullards sich in den Flitterwochen befanden, überfiel Worth mehrere Pfandhäuser. Er teilte die Beute später mit Flynn und Bullard, und die drei zogen 1871 nach Paris.
In Paris war die Polizei immer noch in Unordnung nach den Ereignissen der Pariser Kommune. Worth eröffnete mit seinen Verbündeten eine „Amerikanische Bar“, ein Restaurant mit Bar im Erdgeschoss und eine Spielhalle in der ersten Etage. Da Glücksspiel illegal war, konnten die Tische in die Wände und den Boden geklappt werden. Eine Klingel konnte von unten betätigt werden, um die Gäste bei einer Razzia zu warnen. Worth erweiterte seine Bande, darunter auch einige alte Kameraden aus New York.
Als Allan Pinkerton, Gründer der Pinkerton-Agentur, die Bar 1873 besuchte, erkannte Worth ihn. Die Polizei führte mehrere Razzien in der Bar durch, so dass sich Worth und die Bullards entschlossen, sie zu verlassen. Worth nutzte die Bar ein letztes Mal, um einen Diamantenhändler zu betrügen, danach zogen die drei nach London.

### Londoner Syndikat
In England kauften Worth und seine Begleiter Western Lodge in den Clapham Commons. Er mietete außerdem ein Apartment in Mayfair und bekam Zutritt zur gehobenen Gesellschaft. Er baute ein kriminelles Netzwerk auf und organisierte größere Raubüberfälle und Einbrüche über mehrere Verbindungsleute. Wer für ihn arbeitete, erfuhr nie seinen Namen. Er bestand darauf, dass bei den Überfällen keine Gewalt eingesetzt wurde.
Nach und nach kam ihm das Scotland Yard auf die Spur, konnte ihm jedoch nichts nachweisen. Inspektor John Shore machte die Ergreifung von Worth zu seinem persönlichen Ziel.
Worths Probleme mit seiner Organisation begannen, als er seinen Bruder John nach Paris schickte, um einen gefälschten Scheck einzulösen. John wurde gefasst und nach England ausgeliefert. Worth gelang es, seinen Bruder zu entlasten und ihn zurück in die USA zu schaffen. Vier seiner Gefolgsleute wurden in Istanbul gefasst, als sie weitere gefälschte Kreditbriefe in Umlauf brachten. Worth musste eine beträchtliche Menge Geld aufwenden, um die Richter und die Polizei zu bestechen. Zusätzlich wurde Bullard immer gewalttätiger und entwickelte sich zu einem Alkoholiker; später verließ er London und ging nach New York, seine Frau Kitty folgte ihm kurze Zeit später.

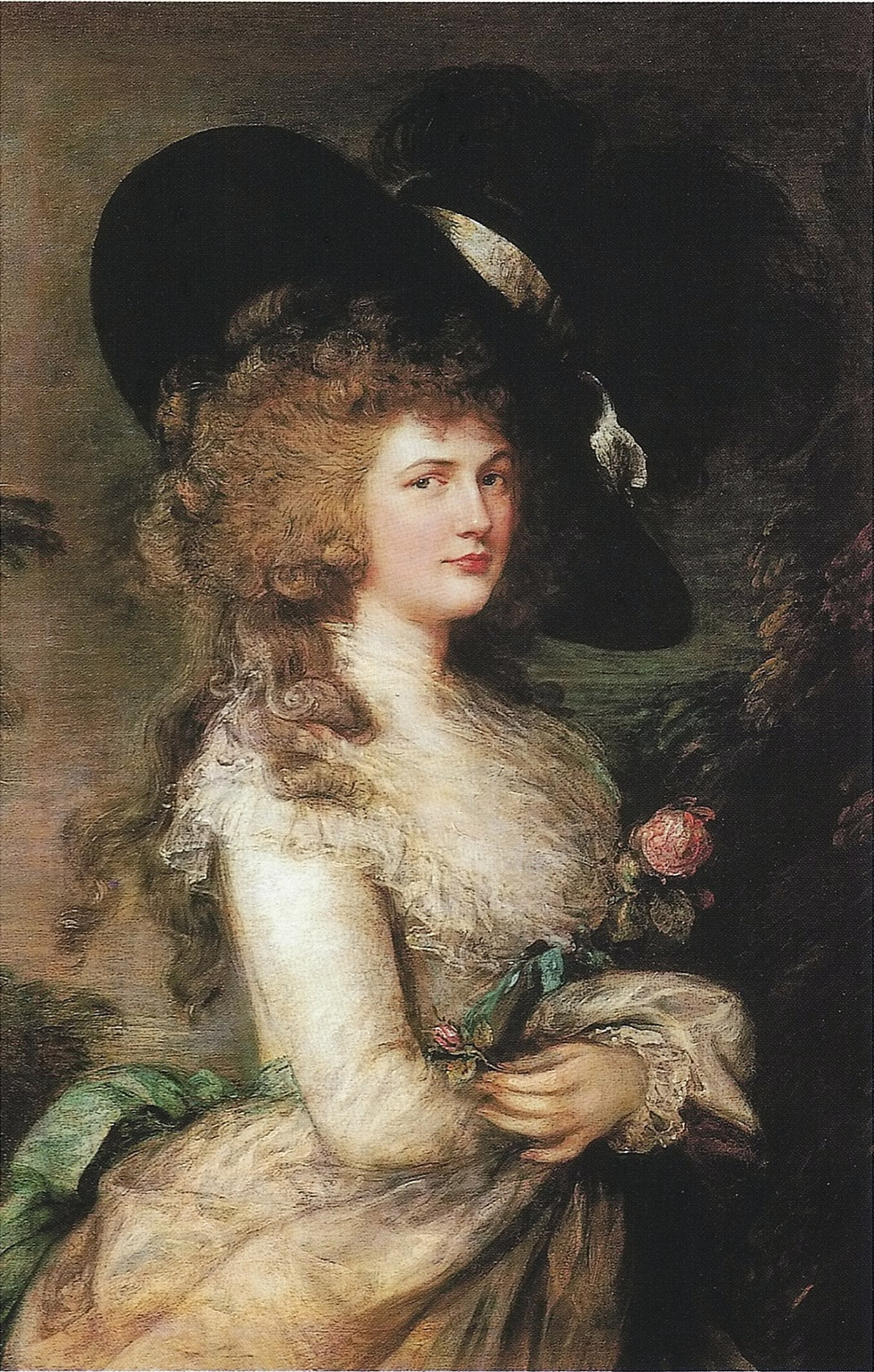
Georgiana Cavendish, Duchess of Devonshire, Porträt von Thomas Gainsborough. Von Worth im Jahre 1876 gestohlen.

1876 stahl Worth persönlich mit der Hilfe zweier Verbündeter das Porträt der Georgiana Cavendish, Duchess of Devonshire von Thomas Gainsborough aus der Londoner Galerie Agnew & Sons. Er nahm das Gemälde an sich und versuchte nicht es zu verkaufen. Die zwei Männer, die ihm geholfen hatten, Junka Phillips und Little Joe, wurden zunehmend ungeduldig. Phillips versuchte ihn dazu zu bringen, vor Zivilpolizisten über den Diebstahl zu reden, worauf Worth ihn jedoch feuerte. Worth gab Little Joe Geld, damit dieser in die USA zurückfahren konnte. Dort überfiel dieser die Union Trust Company, wurde gefasst und gestand gegenüber der Pinkerton-Agentur. Scotland Yard wurde informiert, konnte Worth jedoch immer noch nichts eindeutig nachweisen.
Worth behielt das Gemälde bei sich, auch auf Reisen, wenn er neue Betrügereien und Überfälle organisierte. Schließlich entschloss er sich, nach Südafrika zu reisen, wo er Rohdiamanten im Wert von 500.000 Dollar stahl. Zurück in London, gründete er die Wynert & Company, um die Diamanten unter Marktwert zu verkaufen.
In den 1880ern heiratete er Louise Margaret Boljahn, dabei verwendete er immer noch den Namen Henry Raymond. Das Paar hatte zwei Kinder, einen Sohn namens Henry und eine Tochter namens Beatrice. Seine Frau kannte seinen wahren Namen vermutlich nicht.
Das Gemälde schmuggelte er schließlich in die USA, wo er es deponierte.

### Fehlschlag und Festnahme
1892 besuchte Worth Belgien, wo Bullard inzwischen im Gefängnis saß. Dieser hatte mit Maximillian Schönbein, Worths Konkurrenten, zusammengearbeitet und wurde von der belgischen Polizei zusammen mit diesem verhaftet. In Belgien angekommen erfuhr Worth jedoch, dass Bullard vor kurzem verstorben war. Am 5. Oktober 1892 improvisierte Worth einen Überfall auf einen Geldtransporter in Lüttich, zusammen mit zwei unerfahrenen Helfern, einer davon der Amerikaner Johnny Curtin. Der Überfall ging schief, seine Helfer entkamen, Worth wurde jedoch verhaftet.
Im Gefängnis weigerte sich Worth seinen Namen zu nennen und sich zu identifizieren. Die belgische Polizei stellte daraufhin Nachforschungen an und konnte ihn schließlich mit Hilfe des New York Police Department und Scotland Yard identifizieren. Schönbein, der ebenfalls in belgischer Haft war, teilte der Polizei alles über Worth mit, was er wusste. Im Gefängnis hörte Worth nichts von seiner Familie in London, erhielt jedoch einen Brief von Kitty, die anbot für seine Verteidigung zu zahlen.
Die Verhandlung fand am 20. März 1893 statt. Worth bestritt schlicht irgendeine Beteiligung an anderen Verbrechen. Der Überfall in Belgien sei nur eine dumme Idee aus Geldnot gewesen. Alle anderen Vorwürfe seien nur Hörensagen und Gerüchte. Er gab an, sein Vermögen entstamme legalem Glücksspiel. Worth wurde schließlich zu sieben Jahren Haft verurteilt, die er in Leuven absaß.
Während seines ersten Jahres in Haft wurde er von anderen Mithäftlingen zusammengeschlagen, die von Schönbein dafür bezahlt wurden. Später erfuhr Worth, dass Johnny Curtin, der sich um seine Frau in London kümmern sollte, diese verführt und dann sitzengelassen hatte. Seine Frau erlitt daraufhin einen Zusammenbruch und wurde in ein psychiatrische Klinik eingewiesen. Worths Kinder befanden sich in der Obhut seines Bruders John in den USA.

### Entlassung und Tod
Worth wurde wegen guter Führung im Jahr 1897 entlassen. Er kehrte nach London zurück und stahl dort 4000 Pfund. Als er seine Frau besuchte, erkannte diese ihn kaum. Er reiste nach New York, um seine Kinder zu besuchen. Er traf sich dann mit William Pinkerton, dem er seine Lebensgeschichte ausführlich darlegte. Die Mitschrift von Pinkerton findet sich heute noch im Archiv der Pinkerton Detective Agency in Van Nuys, Kalifornien.
Mit Hilfe von Pinkerton arrangierte Worth die Rückgabe des Gemäldes Duchess of Devonshire an Agnew & Sons für 25.000 Dollar. Der Austausch fand in Chicago am 28. März 1901 statt. Worth kehrte nach London zurück und lebte dort den Rest seines Lebens mit seinen Kindern. Sein Sohn nahm ein Angebot der Pinkerton-Agentur an und wurde dort Ermittler.
Adam Worth starb am 8. Januar 1902. Er wurde auf dem Highgate Cemetery in einem Armengrab unter dem Namen Henry J. Raymond bestattet. 1997 wurde ein kleiner Grabstein von der Jewish American Society for Historic Preservation errichtet.

## In der Populärkultur
Michael Caine spielte Adam Worth in dem Film Und morgen wird ein Ding gedreht. Worth wird korrekt als krimineller Organisator dargestellt, die Geschichte ist jedoch frei erfunden.
In der dritten Staffel der Serie Sanctuary – Wächter der Kreaturen taucht Worth als Gegenspieler auf. Es hat eine böse, zweite Persönlichkeit, von der er behauptet, sie sei die Grundlage für Der seltsame Fall des Dr. Jekyll und Mr. Hyde. Bis auf den Namen hat der Worth der Serie nichts mit dem echten Worth gemeinsam. In der Serie ist es ein verrückter irischer Wissenschaftler, der sich mit Zeitreisen beschäftigt und erst London und dann die gesamte Welt zu vernichten versucht.
Worth ist auch Teil eines Handlungsstranges in der Serie Criminal Minds, in der sein Name als Alias einer Stalkerin missbraucht wird, die eine Vorliebe für die Werke Arthur Conan Doyles hegt.
In Joann Sfars Comicreihe Professor Bell, die sich um Arthur Conan Doyles reales Vorbild für Sherlock Holmes dreht, ist Adam Worth ein wiederkehrender Gegenspieler.